# Фридрих III фон Тогенбург
Фридрих III фон Тогенбург (на немски: Friedrich III von Toggenburg; † 17 януари 1309) е граф на Тогенбург (1249 – 1309), днес в кантон Санкт Гален в Швейцария.

## Произход
Той е третият син на граф Крафт I фон Тогенбург († 1249/1254) и съпругата му Елизабет фон Буснанг († 1276), дъщеря на Албрехт II фон Буснанг († сл. 1209) и дъщерята на Конрад фон Вартенберг († сл. 1205). Внук е на граф Дитхелм VII фон Тогенбург († 1235) и графиня Гертруд фон Нойенбург († 1260).
Брат е на Дитхелм IV († 1283) (граф 1249 – 1283), Крафт II († сл. 1266) (граф 1249 – 1261) и Вилхелм († сл. 1266), които не се женят. Фридрих III фон Тогенбург не успява да получи Винтертур.

## Фамилия
Фридрих III фон Тогенбург се жени за Клеменция фон Верденберг († 28 февруари 1282), дъщеря на граф Рудолф I фон Верденберг-Монфор-Брегенц († 1244/1247) и Клемента фон Кибург († 1249). Те имат децата:
- Фридрих IV фон Тогенбург († 15 ноември 1315 в битката при Моргартен), граф на Тогенбург (1309 – 1315), господар на Вилденбург, женен пр. 17 декември 1305 г. за Ида/Ита фон Фробург-Хомберг († 1328)
- Крафт III фон Тогенбург († 7 март 1339), каноник в Констанц, провост в Цюрих, граф на Тогенбург (1309 – 1339), не се жени, управлява с брат си и племенника си
- Катарина фон Тогенбург († пр. 18 февруари 1313), омъжена I. за граф Еберхард IV фон Хелфенщайн-Шпитценберг († 1295/1296), II. пр. 17 декември 1305 г. за граф Фолмар IV фон Фробург, ландграф в Бухсгау († 1320)
- Клемента фон Тогенбург († 1303), омъжена за Хесо III фон Юзенберг († сл. 1305)

Фридрих III фон Тогенбург има незаконна дъщеря:
- Маргарета фон Тогенбург (* пр. 1295; † сл. 1296), омъжена сл. 23 май 1291 г. за граф Улрих III фон Хелфенщайн († 1315)